# Internationale communiste

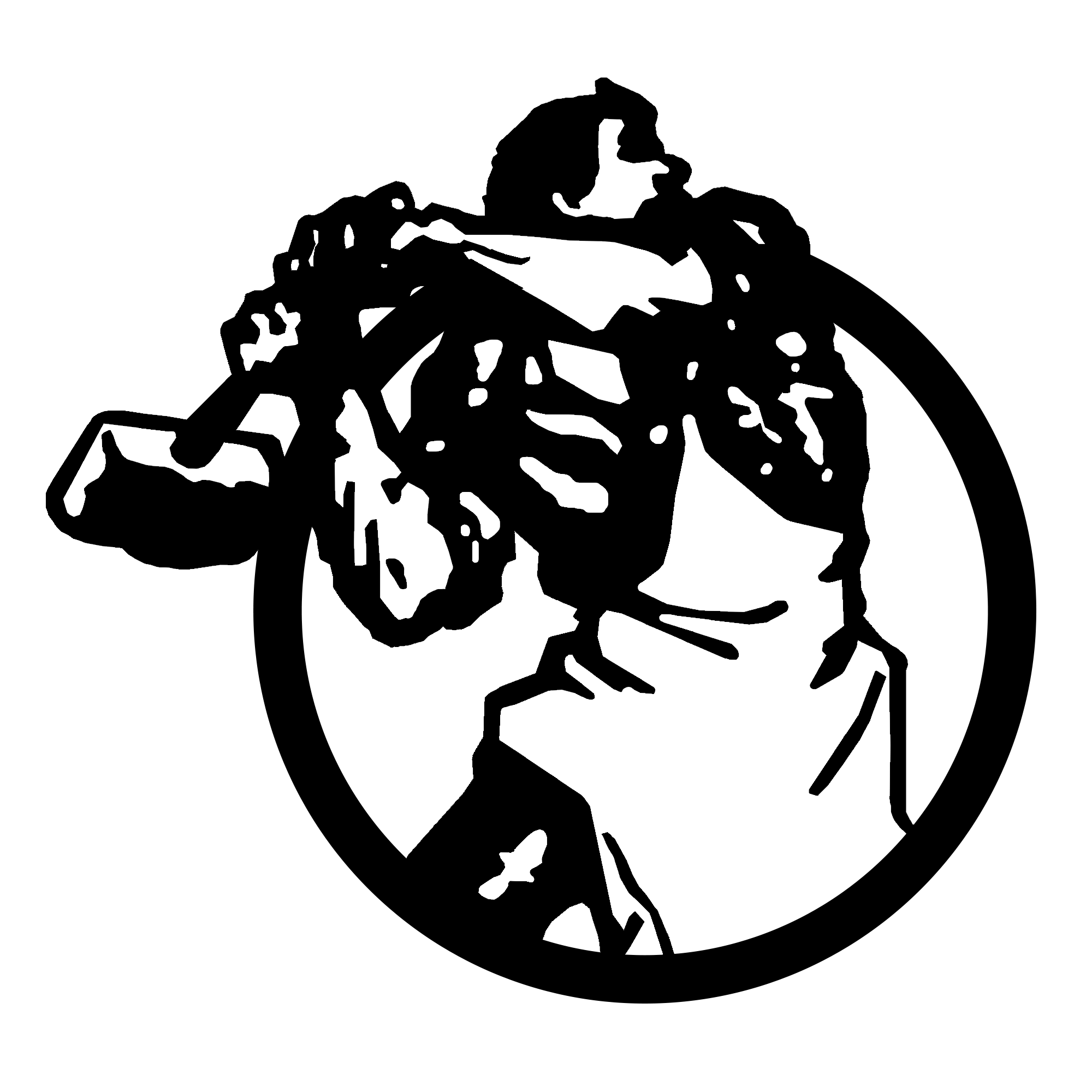
Logo de la troisième internationale.

Pour les articles homonymes, voir IC et Komintern (groupe de musique).
L'Internationale communiste, souvent abrégée IC (également appelée Troisième Internationale ou Komintern d'après son nom russe Коммунистический интернационал, Kommounistitcheskiï internatsional), était une organisation née de la scission de l'Internationale ouvrière réalisée le 2 mars 1919 à Moscou sous l'impulsion de Lénine et des bolcheviks. Elle regroupait les partis communistes partisans du nouveau régime soviétique, beaucoup étant issus de scissions au sein des partis socialistes et sociaux-démocrates de la IIe Internationale.
L'Internationale communiste représente durant la première partie du XXe siècle, à l'échelle internationale, la mouvance communiste alignée sur l'URSS. Elle était dirigée par le Parti communiste de l'Union soviétique, bien que ce dernier ait toujours entretenu la fiction qu'il n'en était qu'une section parmi d'autres. Elle était théoriquement sans rapport avec l'État soviétique, bien qu'elle fût de plus en plus mise par Staline au service de ses intérêts. Si les directives étaient élaborées à Moscou, la plaque tournante du Komintern pour l'Europe occidentale était Berlin jusqu'à l'avènement d'Hitler en 1933, puis Paris jusqu'en 1943 et la dissolution de l'Internationale communiste.

## Historique

### La genèse
Le 4 août 1914, alors que la Première Guerre mondiale vient d'éclater et qu'elle embrase l'Europe, les députés du Parti social-démocrate d'Allemagne (SPD) votent les crédits de guerre au Reichstag. Exilé à Zurich, Lénine apprend avec stupeur et incrédulité le ralliement des socialistes allemands à l'Union sacrée, allant jusqu'à croire dans un premier temps à une fausse nouvelle de journaliste. Le plus ancien et le plus puissant parti social-démocrate d'Europe, chef de la IIe Internationale, n'est pas le seul à abandonner du jour au lendemain des années de militantisme pacifiste, au nom de la défense de la patrie « agressée ». Dans tous les pays belligérants, socialistes et syndicalistes marxistes font de même, à l'exception de groupes minoritaires et d'individualités, ainsi que de petits partis (Parti socialiste serbe et Parti social-démocrate de Hollande) et des cinq députés sociaux-démocrates du POSDR russe, qui refusent de voter les crédits à la Douma, mais annoncent qu'ils ne tenteront pas de saboter l'effort de guerre. Partout les ouvriers (et les paysans) répondent comme un seul homme à la mobilisation générale. Le sentiment national forgé par des siècles d'histoire l'emporte sans grand mal sur la lutte des classes théorisée au XIXe siècle, démentant toutes les prévisions. C'est la faillite spectaculaire de la IIe Internationale. Ses partis-membres, impuissants à empêcher la guerre, sont maintenant divisés, et ses militants se retrouvent face-à-face dans les tranchées.
Lénine ne pardonnera jamais au SPD et aux sociaux-démocrates ce qu'il considère comme leur « trahison ». Dès la conférence de Zimmerwald (1915) et celle de Kienthal (1916), où il retrouve divers militants européens hostiles à la poursuite de la guerre, il proclame que l'Internationale de 1889 est morte à jamais, et qu'il faut donc en reconstruire une troisième. Il prône également le défaitisme révolutionnaire, et « la transformation de la guerre civile interimpérialiste en guerre révolutionnaire mondiale ». Tous les participants sont cependant loin de le suivre alors sur ces points, et en Russie, Lénine est minoritaire même parmi ses camarades du parti bolchevik.
Toutefois, rentré en Russie à la suite de la révolution de Février 1917, Lénine conduit en quelques mois les bolcheviks au pouvoir à la surprise générale (révolution d'Octobre). Il s'adresse en vain à tous les belligérants pour obtenir une paix blanche, puis conclut avec les seuls Allemands le très coûteux traité de Brest-Litovsk (mars 1918), persuadé qu'une révolution socialiste se produirait en Allemagne et en annulerait les effets.
À l'été 1918, Lénine fait prendre à sa formation le nom de Parti communiste, pour accentuer la rupture catégorique avec la social-démocratie, qui selon lui s'était définitivement dévoyée en soutenant la guerre mondiale.
Internationalistes convaincus, Lénine et Trotski considèrent d'emblée que la révolution russe n'a de sens que comme premier acte d'une révolution générale dans le monde entier, et qu'elle ne survivra qu'à condition de recevoir l'aide d'autres pays socialistes. Ils comptent particulièrement sur une révolution en Allemagne, pays au potentiel économique le plus élevé d'Europe, et où la classe ouvrière est une des mieux organisées. Seuls Grigori Zinoviev et Lev Kamenev s'étaient opposés au coup de force d'octobre en prévenant que les travailleurs européens ne bougeraient pas pour étendre la révolution russe.
De fait, les appels des bolcheviks à ces derniers reçoivent dans l'immédiat peu d'échos concrets : grèves, mutineries et révoltes s'accroissent mais restent minoritaires jusqu'à la fin du conflit. En dépit du volontarisme léninien, la contagion révolutionnaire existe mais ne débouche pas sur un embrasement général ni en 1918 ni après.
Cependant, dans une Europe ruinée et traumatisée par l'immense carnage, Lénine gagne un prestige considérable auprès de nombreux ouvriers, paysans, intellectuels et militants. Il s'est en effet toujours résolument opposé au conflit mondial, et pour la première fois une révolution dite « marxiste » et « prolétarienne » est parvenue au pouvoir. Dès l'été 1917, des inscriptions « Vive Lénine ! » apparaissent sur des murs d'Italie ou d'Espagne, où les troubles sociaux des années 1917-1919 recevront le surnom significatif de « bienno bolchevik ».
Fascinés par « cette grande lueur à l'Est » évoquée par Jules Romains (qui ajoutait : « C'est peut-être une aurore ; c'est peut-être un incendie »), beaucoup de sympathisants de la révolution russe accordent alors peu d'importance au programme réel de la révolution d'Octobre (collectivisme agraire, régime de parti unique), ni à la dictature que les bolcheviks instaurent avant le début de la guerre civile russe, alors qu'elle n'épargne pas les autres partis révolutionnaires ni de nombreux hommes du peuple. Mais partout se diffusent les mêmes mots d'ordre qu'en Russie, très porteurs, prônant la paix, la « terre aux paysans », les « usines aux ouvriers », le « pouvoir aux soviets ». Enfin, l'intervention militaire des Occidentaux, qui aident les armées blanches, choque profondément tous ceux qui refusent de voir la jeune révolution écrasée par les forces contre-révolutionnaires. Dès mars 1919, ainsi, André Marty et Charles Tillon mènent des mutineries à bord de plusieurs navires français stationnés en mer Noire.
Une conférence internationale appelée par les Bolcheviks se tient en mars 1919 à Moscou, en pleine guerre civile, et se transforme en congrès de fondation de la IIIe Internationale. Cependant le délégué du seul véritable Parti représenté (hors du Parti bolchevik), Hugo Eberlein du Parti communiste d'Allemagne, s'abstient sur la création d'une Troisième Internationale. Mais le vrai congrès de fondation sera le deuxième, tenu à l'été 1920, en pleine euphorie de la marche sur Varsovie (guerre russo-polonaise).

### Les débuts
Un tournant autoritaire apparaît dès 1920-1921 avec l'exclusion de nombreux militants de la gauche de l'Internationale (Anton Pannekoek, Herman Gorter…), dont certains pouvaient se retrouver dans les positions défendues par Rosa Luxemburg, assassinée en 1919, comme Karl Liebknecht, sur ordre du ministre social-démocrate Gustav Noske.
Les années 1919-1923 sont remplies d'espoir. Mais toutes les insurrections armées en Europe échouent et sont réprimées : révolte spartakiste de Berlin en janvier 1919, république des conseils de Hongrie qui voit la Hongrie dirigée 133 jours par Béla Kun au printemps 1919, reflux des grèves insurrectionnelles de 1919-1920 en Italie, suivies de la prise du pouvoir par Mussolini (1922), nouvelles tentatives en Allemagne en octobre 1923, dont l'échec rapide cause une immense déception… De plus, la défaite russe dans la guerre russo-polonaise brise tout espoir de l'Armée rouge d'atteindre Varsovie et Berlin et d'accélérer ainsi la propagation de la révolution. Au milieu des années 1920, la plupart des Partis communistes en Europe et dans le monde sont réduits à la clandestinité, ou sont l'objet de surveillance et de répression régulière, comme le PCF. Enfin, les scissions entre socialistes et communistes, comme en France lors du congrès de Tours (Noël 1920) ou en Italie lors du congrès de Livourne (1921), ont dans l'immédiat affaibli et durablement divisé les forces de gauche face à la montée des forces conservatrices ou fascistes.

### La bolchévisation des partis communistes
Pour adhérer à la IIIe Internationale, les partis membres doivent à partir de juillet 1920 accepter les « 21 conditions » qui alignent leurs structures et leurs méthodes sur le modèle bolchevik, jusque-là inconnu hors de Russie. Même dans les démocraties capitalistes, les partis communistes doivent se prémunir contre une éventuelle exclusion de la sphère politique en prévoyant des locaux, des imprimeries clandestines. Ils fonctionnent selon le principe du centralisme démocratique. Ils doivent se conformer impérativement aux directives de l'IC. Après 1921, ils doivent aussi interdire les tendances en leur sein et exclure, surtout après 1924, les adhérents qui ne suivent pas la ligne imposée depuis Moscou.
Beaucoup de communistes, mais aussi de militants venus du syndicalisme révolutionnaire ou de la gauche républicaine radicale, adhèrent en pensant qu'ils pourront garder une certaine autonomie — c'est le cas de bien des participants français du congrès de Tours (1920), où les 21 conditions ne sont d’ailleurs pas adoptées.
Mais Moscou entend aligner fermement les partis sur le modèle russe. Elle les encadre et les soumet de plus en plus étroitement par le biais d'agents délégués par l'IC (Jules Humbert-Droz ou Eugen Fried en France). Dès 1921, Trotski se plaint qu'il reste des francs-maçons au Parti communiste français, et exige leur exclusion, une première en France dans un parti de gauche. L'exclusion des francs-maçons semble ne pas avoir été acceptée par le PCF, qui présente la candidature de Zéphirin Camélinat, membre de la franc-maçonnerie, à l'élection présidentielle de 1924.
En 1924, le président du Komintern, Grigori Zinoviev, connu et critiqué pour son autoritarisme, lance le mot d'ordre de bolchévisation des PC au Ve Congrès du Komintern. C'est un durcissement autoritaire qui provoque une crise et des exclusions dans la plupart des partis-membres. Au même moment, Staline, Zinoviev et Kamenev lancent une violente campagne pour mettre sur la touche les « trotskistes » en URSS comme à l'étranger. Sur le plan international, le Komintern dénonce l'occupation de la Ruhr ordonnée par le gouvernement français en 1923, et apporte son appui à des dirigeants du parti français incarcérés pour s'y être opposés.
La huitième des vingt et une conditions d’admission à l'Internationale est consacrée au colonialisme, fermement condamné. Les partis communistes ont pour devoir de « soutenir, non en parole mais en fait, tout mouvement d’émancipation dans les colonies. » L’IC impulse des solidarités transnationales, fédérant, autour de ses actions et de ses agents, des courants anticolonialistes, panafricanistes et antiracistes.

### La stalinisation
À partir de 1926, la Troisième Internationale passe totalement sous la domination de Staline. Dans les années 1930, Staline élabore une nouvelle idéologie qu'il nomme le marxisme-léninisme et qui repose sur la théorie dite du socialisme dans un seul pays. C'est en réalité l'accompagnement de la dictature stalinienne.
Presque jamais sorti de Russie, ignorant les langues étrangères, souvent peu au fait des réalités de pays extérieurs qu'il ne connaît pas, Staline se montre méprisant envers le Komintern (« la boutique »). Il ne croit pas à une révolution mondiale qui n'en finit pas de se faire attendre, redoute les phénomènes insurrectionnels qu'il ne maîtriserait pas lui-même et qui attireraient des complications diplomatiques à l'URSS. À ses yeux, l'extension de la révolution passera par les conquêtes de l'Armée rouge, comme de 1939 à 1941 lors du Pacte germano-soviétique, puis en Europe de l'Est après la victoire de 1945. En attendant, l'Internationale doit surtout servir les intérêts nationaux de l'Union soviétique, assimilés à ceux du prolétariat mondial.
Après avoir été exclu du Parti communiste de l'Union soviétique par Staline, Léon Trotski espère encore quelque temps une régénération possible de la IIIe Internationale, puis déclare en 1933 que l'Internationale est irrémédiablement morte. Il fonde en 1938 la IVe Internationale. D'autres opposants, souvent exclus, créent ou participent à l'Opposition communiste internationale ou encore au Centre marxiste révolutionnaire international.
Pendant les Grandes Purges de 1937 à 1939, le Komintern est une cible de l'épuration. C'est l'époque où les témoins entendent chaque nuit le NKVD entrer à l'hôtel Lux (en), quartier général du Komintern à Moscou, et où le lendemain matin, de nouveaux scellés sont apposés sur les portes des employés et des militants arrêtés dans la nuit.
Des vétérans du Komintern tels que le Hongrois Béla Kun ou le Russe Ossip Piatnitski disparaissent en prison, exécutés. Réfugiés à Moscou, des dirigeants du KPD sont victimes de la répression stalinienne, comme Hugo Eberlein ou Heinz Neumann. La femme de ce dernier, Margarete Buber-Neumann, déportée au Goulag à Karaganda, est livrée à la Gestapo en 1940 et envoyée au camp de concentration de Ravensbrück. Tout l'état-major en exil du parti polonais est décimé et la formation elle-même dissoute. Le parti palestinien et le parti yougoslave sont également dissous, mais Staline épargne le futur maréchal Tito, non sans avoir fait fusiller sa femme. Jaan Anvelt est chargé des purges au sein du parti communiste d'Estonie avant d'être lui-même éliminé.
La répression s'étend aux militants qui se sont battus dans la guerre d'Espagne, tels Antonov-Ovseenko, aux vétérans des Brigades internationales ou aux républicains espagnols réfugiés après la victoire de Franco. Si l'on épargne le chef du Komintern, le Bulgare Dimitrov, héros du procès de Leipzig intenté par les nazis aux prétendus incendiaires du palais du Reichstag (février 1933), ses deux coaccusés, Popov (en) et Tanev, finissent au Goulag[réf. nécessaire].
Le chef du NKVD, Nikolaï Iejov, proposa même à Staline d'organiser un procès de Moscou spécifiquement consacré à l'Internationale. Sans doute parce que trop compliqué à exécuter, ce projet n'eut pas de suite.
Enfin, de nombreux agents moins illustres du Komintern furent rappelés à Moscou et arrêtés à leur arrivée, comme le Français Jacques Rossi. Ceux qui refusèrent de rentrer furent parfois retrouvés assassinés à l'étranger, comme le maître d'œuvre de la propagande du Komintern, Willi Münzenberg.

### Du Pacte germano-soviétique à la Résistance
Sortie exsangue des Grandes Purges, l'Internationale se vit ordonner, après l'entrevue Staline-Dimitrov du 7 septembre 1939, de faire l'apologie du Pacte germano-soviétique et de dénoncer la Seconde Guerre mondiale commençante comme un conflit « inter-impérialiste ». Ces consignes eurent pour résultat une véritable « liquidation d'influence » selon l'historien François Furet : en France, le PCF fut discrédité et interdit, le chef du PC britannique Harry Pollitt annonça sa rupture avec le Komintern, de nombreux militants quittèrent leurs partis, ou se gardèrent de suivre réellement les consignes de Moscou. En juillet 1940, une poignée de dirigeants du PCF avec Jacques Duclos et Maurice Tréand sondèrent la Kommandantur de Paris pour obtenir la reparution légale de L'Humanité, et firent manifester inconsidérément les sympathisants communistes de région parisienne pour obtenir le retour des municipalités PCF déchues en 1939. Moscou, avertie, ordonna de mettre fin immédiatement aux démarches.
Au printemps 1941, le Komintern infléchit sa ligne et ordonna aux partis communistes d'Europe occupée de conclure des ententes avec des forces non-communistes pour lutter contre les Allemands. Le 15 mai 1941, le PCF fonda ainsi le Front national de lutte pour l'Indépendance de la France. Le 22 juin 1941, avec l'agression de l'URSS par Hitler, le basculement dans la résistance à outrance fut totalement achevé. À la fin de la guerre, le lourd tribut payé par les communistes dans la résistance, tout comme les victoires soviétiques sur le front de l'Est, restaurèrent en partie le prestige du mouvement communiste discrédité par le pacte germano-soviétique avant la guerre.
Sur ordre de Moscou, qui espérait voir plus de troupes allemandes fixées dans les pays occupés, les PC des pays d'Europe occupés par les forces de l'Axe durent pratiquer une stratégie d'action immédiate et d'attaques frontales de l'occupant allemand, exposant ainsi les militants, les otages et les populations civiles à de terrifiantes répressions coûteuses en hommes. Cela tendit souvent les relations avec les autres formations de la Résistance en France, en Yougoslavie ou en Pologne, qui critiquaient l'inutilité et le danger des attentats individuels contre les soldats allemands ainsi que le lourd coût des sabotages spectaculaires et des combats de guérilla prématurés. Beaucoup cependant admirèrent la détermination et le courage des communistes, qui leur semblaient les plus décidés à se battre tout de suite.

### Dissolution et postérité
Dès 1940, Staline songe à dissoudre le Komintern, mais diffère l'annonce pour ne pas sembler le sacrifier à l'entente avec Hitler. La IIIe Internationale est finalement dissoute au cours de la Seconde Guerre mondiale, le 15 mai 1943, afin de détendre les relations avec les alliés. La création du Kominform par Staline en octobre 1947 s'inscrit dans la continuité de la Troisième Internationale, mais il ne s'agit plus, comme son nom l'indique, que d'un « bureau d'information ». Cependant, dans les faits, les partis communistes occidentaux restèrent dominés comme avant par Moscou jusqu'à la déstalinisation de 1956, voire au-delà, malgré l'élévation de quelques voix qui préconisaient le développement d'un eurocommunisme.
Staline meurt en mars 1953. À partir de 1956, l'URSS rompt, du moins officiellement, avec le stalinisme. Le Kominform est dissous le 17 avril 1956. À partir des années 1960 et de la rupture sino-soviétique, Mao Zedong et la République populaire de Chine, ainsi que l'Albanie d'Enver Hoxha, se réclament de Staline.
Vingt-neuf partis et groupes ont déclaré avoir reconstitué la Troisième Internationale le 5 novembre 1995 à Sofia, mais son existence est purement anecdotique.
La IIIe Internationale n'a jamais mené à bien aucune révolution victorieuse. Mais elle reste un champ d'études historiques important. Elle continue aussi d'intriguer comme organisation semi-secrète active dans tant de pays, et par la vie souvent romanesque de nombre de ses représentants clandestins. Elle a surtout été un vivier de cadres très importants. C'est là qu'ont été recrutés la plupart des dirigeants que Staline a placés ensuite à des postes-clés dans les partis communistes comme Palmiro Togliatti, Jacques Duclos, André Marty, Artur London, Dolores Ibárruri (dite « la Pasionaria ») ou, après 1945, dans les gouvernements des « démocraties populaires » du bloc de l'Est : Tito, Ernő Gerő, Mátyás Rákosi, Wilhelm Pieck, Ana Pauker, etc.

## Les congrès du Komintern
- Premier congrès du Komintern (mars 1919)
- Deuxième congrès du Komintern (juillet 1920)
- Troisième congrès du Komintern (juin 1921)
- Quatrième congrès du Komintern (novembre 1922)
- Cinquième congrès du Komintern (1924)
- Sixième congrès du Komintern (septembre 1928)
- Septième congrès du Komintern (1935)

## Présidents du Komintern
- 1919-1926 : Grigori Zinoviev
- 1926-1929 : Nikolaï Boukharine
- 1929-1934 : Viatcheslav Molotov
- 1934-1943 : Georgi Dimitrov

## Membres influents du Komintern
- Jacques Duclos
- Eugen Fried, « camarade Clément », communiste slovaque représentant du Komintern auprès du PCF de 1929 à 1943. Il fut le mentor de Maurice Thorez et l'éminence grise du PCF, inspirant notamment avec Thorez la stratégie menant à la constitution du Front populaire.
- Arthur Koestler, écrivain britannique, collaborateur de Willy Münzemberg et agent du Komintern notamment en Espagne. Il rompit en 1938.
- André Marty
- Willi Münzenberg : communiste allemand, ami intime de Lénine qui l'avait chargé de toutes les grandes opérations de propagande / désinformation au sein des démocraties occidentales. Il avait édifié un empire de presse et d'éditions (« trust Munzemberg ») et avait pour tâche de collecter des soutiens au-delà des cercles communistes ; il est de ce fait incontournable dans l'histoire des compagnons de route. Il avait échafaudé une théorie de prise du pouvoir en investissant au préalable le champ moral, par opposition à Gramsci qui prônait le champ culturel.
- Jacques Rossi
- Robert Beck
- Palmiro Togliatti